# Leptochilus medanae
Leptochilus medanae är en stekelart som först beskrevs av Giovanni Gribodo 1886.
Leptochilus medanae ingår i släktet Leptochilus och familjen Eumenidae. Utöver nominatformen finns också underarten Leptochilus medanae falkenhayni.